# Dicnecidia cataclasta
Dicnecidia cataclasta är en fjärilsart som beskrevs av Diakonoff 1982. Dicnecidia cataclasta ingår i släktet Dicnecidia och familjen vecklare. Inga underarter finns listade i Catalogue of Life.